# 発生論の誤謬
発生論の誤謬（英語: Genetic fallacy）とは、時とともにその性質を変えた重大な変化が起こったことを無視して、ある物事の当初の状態に対する評価を現在の状態に当てはめ、現在における結論を支える根拠とする誤った推論である。論点のすり替えの一種。「発生論的誤謬」や「発生論的虚偽」とも訳され、しばしば「出自に訴える論証」（英語: appeal to origin）の別称ともされる。現在の状況の変化を見過ごして、過去の状況における肯定的または否定的評価をそのまま保持するものである。
したがって、この誤謬は主張の価値を評価できない。よい論証の第一の評価基準は、前提から主張の真偽性に対して結論を導き出せるかである。たとえ問題の起点部分に限れば真実であり、問題がなぜ現在のような形になったのかを解明する助けになったとしても、論議全体の価値とは無関係である。
Oxford Companion to Philosophy によれば、この用語の起源は Morris Cohen と アーネスト・ナーゲルの著書 An Introduction To Logic and Scientific Method である。

## 例
Attacking Faulty Reasoning（T. Edward Damer、第三版、p.36）の一節:
With Good Reason: An Introduction to Informal Fallacies（S. Morris Engel、第五版、pg.196）の一節:
トーマス・クーンの思想に発生論の誤謬が含まれているかどうかをめぐって、論争が続いている。